# Heaven on Earth (Belinda Carlisle)
| Recensione | Giudizio |
| ---------- | -------- |
| Allmusic   | [ 1 ]    |

Heaven on Earth è il secondo album della cantante statunitense Belinda Carlisle, pubblicato nel 1987 dalla Virgin.

## Il disco
Nell'album è presente una cover dei Cream I Feel Free, quarto singolo estratto. Hanno collaborato alcuni musicisti famosi come il tastierista Thomas Dolby e il percussionista Paulinho da Costa.
L'album ha raggiunto il 13º posto nella classifica Billboard 200 negli Stati Uniti e il 4º posto nella UK Albums Chart nel Regno Unito nel 1988. È stato ripubblicato tre volte, nel 2009 dalla Virgin in una Special Edition con alcune bonus tracks ed un DVD, nel 2013 dalla Edsel Records in una versione "Deluxe" con 2 CD ed un DVD e nel 2017 in occasione del 30º anniversario in edizione "Deluxe" con tre bonus tracks: Heaven Is a Place on Earth (2017 Acoustic), Why e Superstar.

## Tracce
Gli autori dei brani secondo le note dell'album:
1. Heaven Is a Place on Earth – 4:05 (Rick Nowels, Ellen Shipley)
2. Circle in the Sand – 4:26 (Rick Nowels, Ellen Shipley)
3. I Feel Free – 4:49 (Jack Bruce, Pete Brown)
4. Should I Let You In? – 4:15 (Charlotte Caffey, Mark Holden)
5. World Without You – 4:42 (Diane Warren)
6. I Get Weak – 4:50 (Diane Warren)
7. We Can Change – 3:45 (Charlotte Caffey, Rick Nowels)
8. Fool For Love – 3:57 (Robbie Seidman)
9. Nobody Owns Me – 3:12 (Charlotte Caffey, Mark Holden, Clyde Lieberman)
10. Love Never Dies – 5:16 (Charlotte Caffey, Tom Caffey, Rick Nowels)

## Formazione
Hanno partecipato alle registrazioni, secondo le note dell'album:
Musicisti
- Belinda Carlisle – voce, cori
- Dann Huff – chitarra
- John McCurry – chitarra
- George Black – chitarra
- Michael Landau – chitarra
- Tim Pierce – chitarra
- Rick Nowels – chitarra acustica, chitarra, tastiere, drum machine, cori
- Charles Judge – piano, tastiere, drum machine
- Thomas Dolby – tastiere
- Rhett Lawrence – Fairlight CMI
- John Pierce – basso
- Kenny Aronoff – batteria
- Curly Smith – batteria
- Paulinho da Costa – percussioni
- David Kemper – percussioni
- Jimmy Bralower – percussioni
- Beth Anderson – cori
- Charlotte Caffey – cori
- Donna Davidson – cori
- Donna De Lory – cori
- Edie Lehmann – cori
- Michelle Phillips – cori
- Ellen Shipley – cori
- Chynna Phillips – cori
- Carnie Wilson – cori

Tecnici
- Rick Nowels – produzione
- Ellen Shipley – produzione vocale
- Robert Feist – ingegneria del suono, produzione vocale
- Steve MacMillan – registrazione, missaggio
- Stacy Baird – ingegneria del suono
- Shelly Yakus – missaggio
- Charles Judge – assistente missaggio
- Stephen Marcussen – mastering

## Classifiche
| Classifica (1987/88)        | Posizione massima |
| --------------------------- | ----------------- |
| Canada (RPM magazine)       | 12                |
| Stati Uniti (Billboard 200) | 13                |
| Regno Unito (Albums Charts) | 4                 |